# Anthracoidea sempervirentis
Anthracoidea sempervirentis är en svampart som beskrevs av Vánky 1979. Anthracoidea sempervirentis ingår i släktet Anthracoidea och familjen Anthracoideaceae.   Inga underarter finns listade i Catalogue of Life.